# Жерсон Родрігеш
Жерсон Леал Родрігеш Гоувея (люксемб. Gerson Leal Rodrigues Gouveia; нар. 20 червня 1995, Прагал, Португалія) — люксембурзький футболіст португальського походження, півзахисник збірної Люксембургу та київського «Динамо», який грає на правах оренди за братиславський «Слован». Кращий бомбардир національної збірної Люксембургу в історії (17 голів).

## Клубна кар'єра

### Ранні роки
Народився 20 червня 1995 року в місті Прагал (Португалія) у родині емігрантів з Кабо-Верде. Ріс без батька, основну участь у його вихованні брала бабуся. Коли Жерсон пішов у школу, його мати в пошуках роботи переїхала з Португалії до Люксембургу, а через кілька років забрала з собою сина і надалі сприяла його захопленню футболом. Вихованець футбольної школи клубу «Мец», з якої був відрахований у віці 14 років після декількох дрібних правопорушень та через погану успішність.

### Виступи у Люксембурзі
На дорослому рівні дебютував у сезоні 2012/13, зігравши 2 матчі та забивши 1 гол за клуб «Свіфт» у Другій лізі Люксембургу. За підсумками сезону клуб посів перше місце і перейшов у Національний дивізіон. У наступному році зіграв за клуб 10 матчів, але після закінчення сезону покинув клуб і підписав контракт із командою з другого дивізіону «Уніон 05». Відігравши сезон у Другій лізі, був відданий в оренду в «Расінг» (Люксембург).
Після завершення оренди в «Расінгу» підписав контракт із клубом «Фола», де провів один сезон, а влітку 2017 року перейшов у нідерландський «Телстар», за який провів 12 матчів і забив 3 голи у Еерсте Дивізі.

### «Шериф»
30 січня 2018 року підписав контракт з молдовським «Шерифом» і у першому ж сезоні виграв з командою чемпіонат Молдови. Відігравши протягом 2018 року за тираспольський клуб 22 матчі в національному чемпіонаті, на початку 2019 року став гравцем японського «Джубіло Івата».

### «Динамо» (Київ)
Родрігеш провів в Японії лише пів року, адже 2 серпня 2019 року перейшов до київського «Динамо», увагу представників якого привернув своїми вдалими виступами за збірну Люксембургу, зокрема, в іграх проти збірної України. Уклав із київським клубом п'ятирічну угоду. Дебютував за «Динамо» в матчі кваліфікації Ліги чемпіонів проти бельгійського «Брюгге» (0:1), в якому вийшов після перерви на другий тайм замість Артема Бєсєдіна. Перший гол за київський клуб забив у класичному дербі проти донецького «Шахтаря» (1:2) у чемпіонаті України, зрівнявши рахунок точним добиванням головою після потужного удару Дениса Гармаша. У київській команді Жерсон неодноразово потрапляв до скандалів, так, на одному з тренувань у Києві він побився з гравцем «Динамо» Віталієм Буяльським, а через кілька місяців під час матчу Кубка України з донецьким «Шахтарем» поскандалив із головним тренером киян Олексієм Михайличенком. Це, а також недотримання Жерсоном режиму, через яке гравець навіть пропустив тренування, призвели до того, що гравця того ж року виставили на трансфер.
У результаті 31 січня 2020 року Родрігеш на правах оренди перейшов до турецького клубу «Анкарагюджю» до кінця сезону 2019/20. Але і тут люксембуржець мав серйозні проблеми із поведінкою, і через бійку з капітаном «Анкарагюджю» Анте Кулушичем із Жерсоном було достроково розірвано угоду про оренду, хоча сам футболіст заявив, що цей епізод був всього лише приводом для розірвання договору.
Сезон 2020/21 Родрігеш розпочав у складі київського «Динамо». Із приходом на посаду нового головного тренера Мірчі Луческу зміг закріпитися в основному складі. На старті сезону завоював перший трофей у київському «Динамо» — Суперкубок України. Сталося це в матчі з донецьким «Шахтарем», у якому Родрігеш відзначився красивим голом на 31-й хвилині. А вже 15 вересня 2020 року Жерсон забив свій перший єврокубковий гол у матчі третього кваліфікаційного раунду проти голландського АЗ, допомігши команді перемогти 2:0 та вийти до наступного етапу.

### «Труа»
У сезоні 2021/22 провів за «Динамо» усього три офіційних гри в рамках УПЛ, після чого 1 вересня 2021 року був відданий в оренду до французького «Труа». У першій же грі за клуб в Лізі 1 проти «Мецу» (2:0) забив свій перший і єдиний гол у чемпіонаті Франції.

### «Еюпспор»
У березні 2022 року «Труа» припинив достроково орендну угоду з гравцем через проблеми з дисципліною. 30 березня того ж року підписав орендний контракт із клубом Першої турецької ліги «Еюпспор». Усього за команду провів 5 матчів у чемпіонаті та відзначився трьома забитими м'ячами.

### «Аль-Вахда»
Сезон 2022/23 провів у Саудівській Аравії за команду «Аль-Вахда», яка тільки підвищилася у класі. За клуб із Мекки провів у підсумку 15 матчів і забив 2 голи в національному чемпіонаті.

### «Сівасспор»
26 липня 2023 року «Динамо» оголосило про оренду Родрігеша в турецький «Сівасспор». Орендна угода із гравцем була розрахована до кінця сезону 2023/24.

## Виступи за збірну
25 березня 2017 року дебютував в офіційних матчах у складі збірної Люксембургу в матчі відбіркового турніру до чемпіонату світу 2018 року проти збірної Франції, в якому вийшов на заміну на 81-й хвилині замість Даніела да Моти. Майже через два роки: 22 березня 2019 року забив перший м'яч за збірну у відбірковому матчі до ЧЄ-2020 проти Литви (2:1). 13 жовтня 2023 року став кращим бомбардиром збірної Люксембургу в історії, забивши свій 17-й гол у футболці національної команди у відбірковій грі до ЧЄ-2024 проти збірної Ісландії (1:1).

## Особисте життя
Володіє французькою, люксембурзькою, португальською, англійською та німецькими мовами.
Мати Родрігеша померла в травні 2019 року. У нього є два сини від різних стосунків: Джейден (нар. 23.08.2018) та Жерсон Джуніор (нар. 27.11.2020), якого народила українська тенісистка Ольга Янчук.

## Проблеми з законом
В березні 2024 року стало відомо, що Родрігеш був засуджений на рік та шість місяців умовно та отримав різні штрафи по трьох епізодах, за напади та побиття. Зокрема за вчинення насильства відносно своєї колишньої дівчини Емілі Боланд.
| Дата       | Місто             | Господарі  | Результат | Гості      | Турнір                               | Голи | Примітки |
| ---------- | ----------------- | ---------- | --------- | ---------- | ------------------------------------ | ---- | -------- |
| 25-3-2017  | Люксембург        | Люксембург | 1 – 3     | Франція    | Відбір до ЧС 2018                    | -    | 81'      |
| 28-3-2017  | Есперанж (комуна) | Люксембург | 0 – 2     | Кабо-Верде | товариський матч                     | -    | 30'      |
| 4-6-2017   | Люксембург        | Люксембург | 2 – 1     | Албанія    | товариський матч                     | -    |          |
| 9-6-2017   | Роттердам         | Нідерланди | 5 – 0     | Люксембург | Відбір до ЧС 2018                    | -    | 85'      |
| 31-8-2017  | Люксембург        | Люксембург | 1 – 0     | Білорусь   | Відбір до ЧС 2018                    | -    | 37' 55'  |
| 3-9-2017   | Тулуза            | Франція    | 0 – 0     | Люксембург | Відбір до ЧС 2018                    | -    | 59'      |
| 7-10-2017  | Стокгольм         | Швеція     | 8 – 0     | Люксембург | Відбір до ЧС 2018                    | -    | 46'      |
| 10-10-2017 | Люксембург        | Люксембург | 1 – 1     | Болгарія   | Відбір до ЧС 2018                    | -    | 60'      |
| 9-11-2017  | Люксембург        | Люксембург | 2 – 1     | Угорщина   | товариський матч                     | -    | 46'      |
| 22-3-2018  | Та-Калі           | Мальта     | 0 – 1     | Люксембург | товариський матч                     | -    | 64'      |
| 27-3-2018  | Люксембург        | Люксембург | 0 – 4     | Австрія    | товариський матч                     | -    |          |
| 31-5-2018  | Люксембург        | Люксембург | 0 – 0     | Сенегал    | товариський матч                     | -    |          |
| 8-9-2018   | Люксембург        | Люксембург | 4 – 0     | Молдова    | Ліга націй УЄФА 2018-2019 - 1-й етап | -    | 37' 55'  |
| 12-10-2018 | Мінськ            | Білорусь   | 1 – 0     | Люксембург | Ліга націй УЄФА 2018-2019 - 1-й етап | -    | 57'      |
| 22-3-2019  | Люксембург        | Люксембург | 2 – 1     | Литва      | Відбір до ЧЄ 2020                    | 1    |          |
| 25-3-2019  | Люксембург        | Люксембург | 1 – 2     | Україна    | Відбір до ЧЄ 2020                    | -    |          |
| 7-6-2019   | Вільнюс           | Литва      | 1 – 1     | Люксембург | Відбір до ЧЄ 2020                    | 1    |          |
| 10-6-2019  | Львів             | Україна    | 1 – 0     | Люксембург | Відбір до ЧЄ 2020                    | -    | 51'      |
| Усього     |                   | Матчів     | 18        |            | Голів                                | 2    |          |

## Титули і досягнення
- Чемпіон Молдови:

«Шериф»: 2018
- Чемпіон України:

«Динамо» (Київ): 2020/21
- Володар Кубку України:

«Динамо» (Київ): 2020/21
- Володар Суперкубку України:

«Динамо» (Київ): 2020